# Boss Man
Boss Man, stilizzato BOSS MAN, è il terzo album del rapper statunitense Rich the Kid, pubblicato il 13 marzo 2020 dalla Republic Records.

## Tracce
1. Far from You – 2:26
2. Stuck Together (feat. Lil Baby e Future) – 2:57
3. Ray Charles – 1:52
4. Sick (feat. DaBaby) – 1:57
5. Not Sorry (feat. Nicki Minaj) – 2:17
6. Red – 2:12
7. V12 (feat. Post Malone) – 3:02
8. For That – 1:41
9. Depend on Me (feat. Lil Tjay) – 2:31
10. Easy – 1:45
11. About My Business – 2:16
12. No Loyalty – 2:06
13. Ain't No Doubts – 2:23
14. You – 2:59
15. Racks On (feat. YoungBoy Never Broke Again) – 2:57
16. I Want Mo (con London on da Track) – 2:06
17. Over With – 2:03
18. That's Tuff (feat. Quavo) – 2:33
19. Money Talk (feat. YoungBoy Never Broke Again) – 2:55
20. Stuck Together (feat. Lil Baby) – 2:12